# Coccoloba coriacea
Coccoloba coriacea är en slideväxtart som beskrevs av Achille Richard. Coccoloba coriacea ingår i släktet Coccoloba och familjen slideväxter. Inga underarter finns listade i Catalogue of Life.